# 新界區專線小巴95線

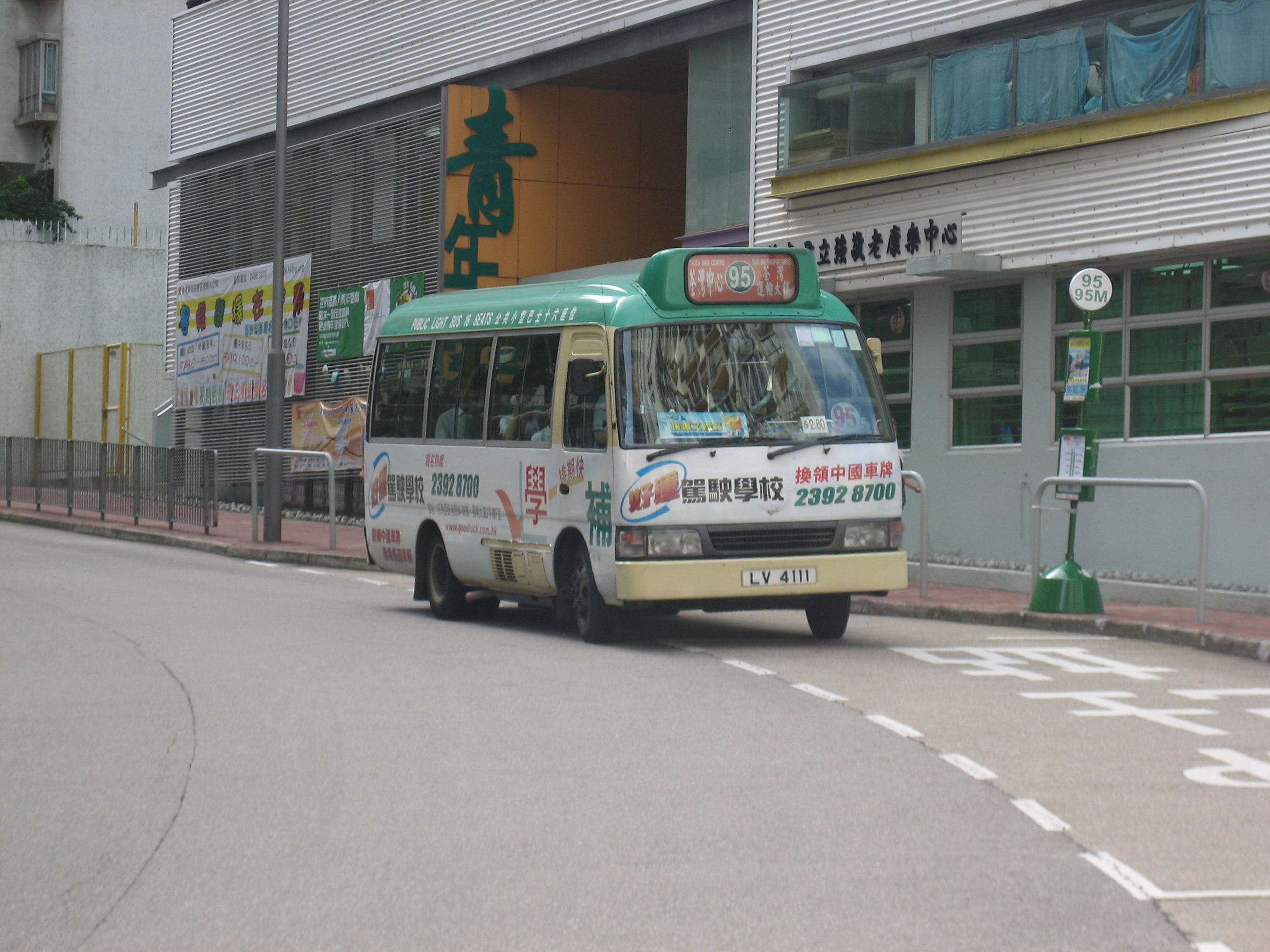
95線小巴駛經荃景花園

新界區專線小巴95線是由彩龍專線小巴有限公司營辦的一條專線小巴循環線，來往荃灣中心及荃灣（海貴路）；而95A線則是由同一公司營辦的支線，同為循環線，來往翠豐臺及荃灣站。

## 簡介及歷史
95線提供荃灣中心、荃景花園往來港鐵荃灣站、荃灣市中心及港鐵荃灣西站的專線小巴服務，於1983年3月起投入服務，方便荃灣中心、荃景花園居民往來荃灣站及荃灣西站接駁港鐵荃灣綫及西鐵綫，或往來荃灣市中心購物。雖然本線有從鄰近私人屋苑－荃威花園開出、且目的地相同的九巴39A線以及39M線的競爭，但由於本線班次較巴士頻密，而且途經荃灣城市中心、荃新天地等人流密集地帶，故仍有相當客量支持。然而，由於本線為循環線，經常受到荃灣市中心的塞車情況影響，班次偶有不穩。
95A線則提供翠豐臺、荃德花園及錦豐園往來港鐵荃灣站的鐵路接駁專線小巴服務，於1993年投入服務，初時總站為荃德花園，翠豐臺於2003年入伙後便遷往該處。本線主要方便翠豐臺及荃德花園一帶居民往來荃灣市中心及轉乘港鐵或其他交通工具。由於路程只有大約1公里長，所以客量只屬一般。
2019年2月24日：95線總站由如心廣場遷至荃灣（海貴路）。
2019年10月12日：95線往海貴路方向，改經荃景圍、美環街、西樓角路後再沿原有路線行走，不經青山公路-荃灣段。

## 行車路線及收費
95
全程收費：$4.0  
- 力生廣場往荃灣中心：$3.4

| 荃灣中心開 | 荃灣中心開           | 荃灣中心開       | 荃灣（海貴路）開 | 荃灣（海貴路）開 | 荃灣（海貴路）開 |
| 序號       | 車站名稱             | 位置             | 序號             | 車站名稱         | 位置             |
| ---------- | -------------------- | ---------------- | ---------------- | ---------------- | ---------------- |
| 1          | 荃灣中心小巴總站     | 荃灣中心小巴總站 | 1                | 荃灣（海貴路）   | 荃灣（海貴路）   |
| 2          | 荃景花園             | 荃景圍           | 2                | 昌泰街           | 大河道           |
| 3          | 匯利工業中心         | 荃景圍           | 2                | 昌泰街           | 大河道           |
| 3          | 匯利工業中心         | 荃景圍           | 3                | 力生廣場         | 青山公路－荃灣段 |
| 4          | 愉景新城             | 美環街           | 3                | 力生廣場         | 青山公路－荃灣段 |
| 5          | 南豐中心 (荃灣站)    | 西樓角路         | 3                | 力生廣場         | 青山公路－荃灣段 |
| 6          | 川龍街               | 川龍街           | 3                | 力生廣場         | 青山公路－荃灣段 |
| 7          | 川龍街               | 川龍街           | 3                | 力生廣場         | 青山公路－荃灣段 |
| 8          | 荃灣千色匯           | 眾安街           | 4                | 匯利工業中心     | 荃景圍           |
| 8          | 荃灣千色匯           | 眾安街           | 5                | 荃景花園         | 荃景圍           |
| 9          | 三陂坊               | 眾安街           | 5                | 荃景花園         | 荃景圍           |
| 9          | 三陂坊               | 眾安街           | 6                | 荃灣中心小巴總站 | 荃灣中心小巴總站 |
| 10         | 荃新天地(楊屋道街市) | 楊屋道           | 6                | 荃灣中心小巴總站 | 荃灣中心小巴總站 |
| 11         | 荃灣（海貴路）       | 荃灣（海貴路）   | 6                | 荃灣中心小巴總站 | 荃灣中心小巴總站 |

95A
全程收費：$3.4  (無任何分段收費)
| 翠豐臺開 | 翠豐臺開          | 翠豐臺開         |
| 序號     | 車站名稱          | 位置             |
| -------- | ----------------- | ---------------- |
| 1        | 翠豐臺小巴總站    | 安育路           |
| 2        | 荃德花園          | 青山公路－荃灣段 |
| 3        | 錦豐園            | 青山公路－荃灣段 |
| 4        | 愉景新城 (福來邨) | 青山公路－荃灣段 |
| 5        | 南豐中心 (荃灣站) | 西樓角路         |
| 6        | 力生廣場          | 青山公路－荃灣段 |
| 7        | 嘉力工業中心      | 青山公路－荃灣段 |
| 8        | 柴灣角街          | 青山公路－荃灣段 |
| 9        | 翠豐臺小巴總站    | 安育路           |

## 服務時間及班次
95常規班次
- 每日荃灣中心開：06:15-00:00，5-10分鐘一班

95特別班次
荃景花園→荃灣（海貴路）
- 星期一至五：07:20

星期六、星期日及公眾假期暫停服務
95A
- 每日翠豐臺開：06:30-00:00，7-15分鐘一班

## 用車
兩線車隊皆全數採用豐田Coaster小巴行駛。

## 外部連結
- 681巴士總站（95） （页面存档备份，存于）
- 681巴士總站（95A） （页面存档备份，存于）